# Тактагулово (Бакалинський район)
Тактагу́лово (рос. Тактагулово, башк. Туҡтағол) — село у складі Бакалинського району Башкортостану, Росія. Адміністративний центр Тактагуловської сільської ради.
Населення — 409 осіб (2010; 459 у 2002).
Національний склад:
- башкири — 93 %